# Nicola Ventola
Nicola Ventola (Grumo Appula, 24 de maio de 1978) é um ex-futebolista profissional italiano que jogou como atacante.

## Carreira
Revelado pelo Bari, Ventola fez sua estreia profissional com apenas 16 anos, tendo jogado 44 partidas pelo principal clube da Apúlia, marcando 12 gols.
Em 1998, foi contratado pela Inter de Milão como alternativa ao brasileiro Ronaldo. Porém, o que seria uma temporada de afirmação viria a concretizar-se como um grande fiasco. Na primeira temporada pelos Nerazzurri, Ventola jogou 35 partidas, marcando 10 gols. Na temporada 1999/00, foi emprestado ao Bologna, atuando em 20 jogos.
De volta à Inter em 2000, não consegue espaço na equipe e é novamente cedido por empréstimo, desta vez para a Atalanta, marcando 10 gols em 29 jogos. Novamente reintegrado ao elenco interista em 2001, o atacante joga apenas 26 partidas, com 10 gols marcados. Sem jogar nenhuma vez na temporada seguinte, Ventola é emprestado pela terceira vez em sua carreira, agora para o Siena. Na nova equipe, ele não conseguiu se firmar, apesar de ter disputado 35 partidas e marcado 5 vezes. Sem acordo entre os Bianconeri e a Inter para uma compra definitiva do atacante, ele voltaria aos Nerazzurri em 2004, mas ele não seria aproveitado - em agosto do mesmo ano, foi emprestado pela quarta vez, agora ao Crystal Palace, único time que defendeu fora da Itália. Atrapalhado por lesões, Ventola participou de apenas 3 jogos pela equipe londrina.
Ventola regressou à Itália em 2005, novamente para jogar pela Atalanta, onde conseguiu reencontrar seu futebol ao disputar 35 jogos pelo time de Bérgamo, que na época encontrava-se na Série B, marcando 15 gols. Em sua volta à Primeira Divisão italiana, não repetiu o desempenho da temporaa anterior e marcou apenas 6 gols em 29 partidas.
Ele ainda teve uma passagem mediana pelo tradicional Torino, além de ter disputado 26 partidas pelo Novara, marcando 4 gols. Em janeiro de 2011, o atacante rescinde o contrato com os Azzurri e em fevereiro, anuncia sua aposentadoria, prejudicado por seguidos problemas físicos.

## Envolvimento no escândalo de apostas ilegais
Em maio de 2012, Ventola foi um dos 54 jogadores que envolvidos num escândalo de apostas ilegais no futebol italiano. A Comissão Disciplinar Nacional da Federação Italiana (FIGC) pediu a prisão do ex-atacante durante 3 anos, porém ele foi absolvido em abril de 2013.